# Agyrtacantha dirupta
Agyrtacantha dirupta är en trollsländeart som först beskrevs av Karsch 1889.  Agyrtacantha dirupta ingår i släktet Agyrtacantha och familjen mosaiktrollsländor. Inga underarter finns listade i Catalogue of Life.